# Platense Fútbol Club
Maillots
Le Platense Fútbol Club est un club hondurien de football basé à Puerto Cortés.

## Palmarès
- Championnat du Honduras (2)
  - Champion : 1966, 2001 (C)
  - Vice-champion : 1997, 2000 (A), 2002 (A)

- Championnat du Honduras de deuxième division (1)
  - Champion : 1982

- Coupe du Honduras (3)
  - Vainqueur : 1997, 1998, 2018
  - Finaliste : 2015

- Supercoupe du Honduras
  - Finaliste : 1997, 1999